# Amerikaanse zangers
Amerikaanse zangers (Parulidae) zijn een familie van vogels uit de orde zangvogels. De familie telt 120 soorten.

## Kenmerken
Deze familie bevat heel wat felgekleurde soorten, vaak met oranje of geel in het verenkleed. De felle kleuren komen zowel bij mannetjes als vrouwtjes voor, maar over het algemeen zijn vrouwtjes van soorten die langer trekken minder opvallend gekleurd dan de mannelijke soortgenoten.
De lichaamslengte varieert van 10 tot 16 cm. Ze hebben een goed ontwikkelde, maar eenvormige zang.

## Leefwijze
Hun voedsel bestaat voornamelijk uit insecten, maar tijdens de trek worden ook wel vruchten gegeten.

## Verspreiding en leefgebied
Zoals de naam al zegt, komen deze vogels voor in Noord-Amerika. Hun broedgebied omvat diverse bos- of struweelachtige habitats. Tal van soorten overwinteren in Midden- en Zuid-Amerika.

## Bedreiging
De toenemende bevolkingsdruk en uitbreiding van de landbouw zijn er de oorzaak van, dat het broedareaal alsook de aantallen broedvogels aanzienlijk zijn afgenomen.

## Taxonomie
De vogels lijken erg op de in Europa en Azië voorkomende boszangers, maar ze zijn daar niet aan verwant. Ze behoren tot de grote clade (superfamilie) Passeroidea, en daarbinnen zijn ze - voor wat betreft Europese vogels - het meest verwant aan de gorzen en de vinken.
Uit een uitgebreide fylogenetische studie, waarvan de resultaten in 2010 werden gepubliceerd, bleek dat de traditionele indeling in geslachten en soorten geen groepen vormde met een gemeenschappelijke voorouder. Daarom zijn nadien soorten verplaatst naar andere geslachten en zijn soorten in nieuwe geslachten ondergebracht. Er zijn nu 18 geslachten en 120 soorten.

### Lijst geslachten
- Basileuterus Cabanis, 1849
- Cardellina Bonaparte, 1850
- Catharopeza Sclater, PL, 1880
- Geothlypis Cabanis, 1847
- Helmitheros Rafinesque, 1819
- Leiothlypis Sangster, 2008
- Leucopeza Sclater, PL, 1876
- Limnothlypis Stone, 1914
- Mniotilta Vieillot, 1816
- Myioborus Baird, SF, 1865
- Myiothlypis Cabanis, 1850
- Oporornis Baird, SF, 1858
- Oreothlypis Ridgway, 1884
- Parkesia Sangster, 2008
- Protonotaria Baird, SF, 1858
- Seiurus Swainson, 1827
- Setophaga Swainson, 1827
- Vermivora Swainson, 1827

Acanthisittidae (Rotswinterkoningen) · Acanthizidae (Australische zangers) · Acrocephalidae (Rietzangers) · Aegithalidae (Staartmezen) · Aegithinidae (Iora's) · Alaudidae (Leeuweriken) · Alcippeidae (Alcippes) · Artamidae (Spitsvogels) ·  Atrichornithidae (Doornkruipers) · Bernieridae (Madagaskarzangers) · Bombycillidae (Pestvogels) · Buphagidae (Ossenpikkers) · Calcariidae (IJsgorzen) · Callaeidae (Nieuw-Zeelandse lelvogels) · Calyptomenidae (Afrikaanse breedbekken) · Calyptophilidae (Tapuittangaren) · Campephagidae (Rupsvogels) · Cardinalidae (Kardinaalachtigen) · Certhiidae (Echte boomkruipers) · Cettiidae (Struikzangers) · Chaetopidae (Rotsspringers) · Chloropseidae (Bladvogels) · Cinclidae (Waterspreeuwen) · Cinclosomatidae (Kwartellijsters) · Cisticolidae (Graszangers) · Climacteridae (Australische kruipers) · Cnemophilidae (Satijnvogels) · Conopophagidae (Muggeneters) · Corcoracidae (Slijknestkraaien) · Corvidae (Kraaien) · Cotingidae (Cotinga's) · Dasyornithidae (Borstelvogels) · Dicaeidae (Bastaardhoningvogels) · Dicruridae (Drongo's) · Donacobiidae (Zwartkopdonacobius) · Dulidae (Palmtapuiten) · Elachuridae (Elachura) · Emberizidae (Gorzen) · Erythrocercidae (Elfmonarchen) · Estrildidae (Prachtvinken) · Eulacestomatidae (Leldikkop) · Eupetidae (Ralbabbelaars) · Eurylaimidae (Breedbekken en hapvogels) · Falcunculidae (Harlekijndikkoppen) · Formicariidae (Mierlijsters) · Fringillidae (Vinkachtigen) · Furnariidae (Ovenvogels) · Grallariidae (Mierpitta's) · Hirundinidae (Zwaluwen) · Hyliidae (Hylia's) · Hyliotidae (Hyliota's) · Hylocitreidae (Bessendikkop) · Hypocoliidae (Zijdestaarten) · Icteridae (Troepialen) · Icteriidae (Geelborstzanger) · Ifritidae (Ifrita) · Irenidae (Irena's) · Laniidae (Klauwieren) · Leiothrichidae (Babbelaars) · Locustellidae (Sprinkhaanzangers) · Machaerirhynchidae (Bootsnavels) · Macrosphenidae (Afrikaanse zangers) · Malaconotidae (Bosklauwieren) · Maluridae (Elfjes)    · Melampittidae (Paradijspitta's) · Melanocharitidae (Bessenpikkers) · Melanopareiidae (Maansluipers) · Meliphagidae (Honingeters) · Menuridae (Liervogels) · Mimidae (Spotlijsters) · Mitrospingidae (Mitrospingustangaren) · Modulatricidae (Vlekkeellijsters) · Mohoidae (O'o's) · Mohouidae (Mohoua's) · Monarchidae (Monarchen) · Motacillidae (Kwikstaarten en piepers) · Muscicapidae (Vliegenvangers) · Nectariniidae (Honingzuigers) · Neosittidae (Boomlopers) · Nesospingidae (Puertoricaanse tangare) ·  Nicatoridae (Nicators) · Notiomystidae (Hihi) · Oreoicidae (Oreoica's) · Oriolidae (Wielewalen en vijgvogels) · Orthonychidae (Stronklopers) · Pachycephalidae (Dikkoppen en fluiters) · Panuridae (Baardmannetje) · Paradisaeidae (Paradijsvogels) · Paradoxornithidae (Diksnavelmezen) · Paramythiidae (Prachtbessenpikkers) · Pardalotidae (Diamantvogels) · Paridae (Mezen) · Parulidae (Amerikaanse zangers) · Passerellidae (Amerikaanse gorzen) · Passeridae (Mussen) · Pellorneidae (Grondtimalia's) · Petroicidae (Australische vliegenvangers) · Peucedramidae (Oranjekopzanger) · Phaenicophilidae (Hispaniolatangaren) · Philepittidae (Asities) · Phylloscopidae (Boszangers) · Picathartidae (Kaalkopkraaien) · Pipridae (Manakins) · Pittidae (Pitta's) · Pityriasidae (Borstelkop) · Platylophidae (Maleise kuifgaai) · Platysteiridae (Lelvliegenvangers) · Ploceidae (Wevers en verwanten) · Pnoepygidae (Pnoepyga's) · Polioptilidae (Muggenvangers) · Pomatostomidae (Australaziatische babbelaars) · Promeropidae (Afrikaanse suikervogels) · Prunellidae (Heggenmussen) · Psophodidae (Zwiepfluiters) · Ptiliogonatidae (Zijdevliegenvangers) · Ptilonorhynchidae (Prieelvogels) · Pycnonotidae (Buulbuuls) · Regulidae (Goudhaantjes) · Remizidae (Buidelmezen) · Rhagologidae (Geschubde dikkop) · Rhinocryptidae (Tapaculo's) · Rhipiduridae (Waaierstaarten) · Rhodinocichlidae (Troepiaaltangare) · Salpornithidae (Gevlekte boomkruipers) · Sapayoidae (Breedbekmanakin) · Scotocercidae (Maquiszanger) · Sittidae (Boomklevers) · Spindalidae (Spindalissen) · Stenostiridae (Elfvliegenvangers) · Sturnidae (Spreeuwen) · Sylviidae (Grasmussen) · Teretistridae (Cubaanse zangers) · Thamnophilidae (Miervogels) · Thraupidae (Tangaren) · Tichodromidae (Rotskruiper) · Timaliidae (Timalia's) · Tityridae (Tityra's) · Troglodytidae (Winterkoningen) · Turdidae (Lijsters) · Tyrannidae (Tirannen) · Urocynchramidae (Przewalski's roodmus) · Vangidae (Vanga's) · Viduidae (Wida's) · Vireonidae (Vireo's) · Zeledoniidae (Zeledonia) · Zosteropidae (Brilvogels)